# 中国科学技术大学博物馆
中国科学技术大学博物馆（英語：Museum of University of Science and Technology of China）是一个位于安徽合肥市的博物馆，馆长是陈履生。

## 历史
2003年9月20日时值45周年校庆建成开放，位于安徽省合肥市包河区金寨路96号中国科学技术大学东校区。建筑面积1,200平方米，展馆面积900平方米，有四个展厅。

## 营业时间
- 周二至周日：上午九点半至下午五点半